# Walter R. Tucker III
Walter Rayford Tucker III (Compton, 28 maggio 1957) è un politico statunitense, membro della Camera dei Rappresentanti per lo stato della California dal 1993 al 1995 e in precedenza sindaco di Compton tra il 1991 e il 1992.

## Biografia
Figlio di un politico locale, Tucker studiò a Princeton, alla University of Southern California e alla Georgetown, laureandosi in legge. Dal 1984 al 1986 fu viceprocuratore distrettuale della Contea di Los Angeles.
Nel 1990 il padre di Tucker morì improvvisamente mentre era ancora in carica come sindaco di Compton; il figlio decise di prendere parte alle elezioni speciali che avrebbero determinato il successore e riuscì a vincerle. Nel 1992 il deputato Mervyn M. Dymally annunciò il proprio ritiro dalla Camera dei Rappresentanti e Tucker si candidò come democratico per il suo seggio, riuscendo a farsi eleggere.
Nel 1994 venne rieletto per un altro mandato, ma dopo circa un anno dovette rassegnare le dimissioni in seguito ad uno scandalo che lo aveva coinvolto; Tucker infatti venne accusato di aver preso delle tangenti nel corso del suo mandato da sindaco di Compton e perciò fu condannato a ventisette mesi di detenzione per estorsione ed evasione fiscale. Durante questo periodo Tucker divenne ministro di culto e tuttora è pastore di una comunità della California. Sposato con Robin Smith, è padre di due figli.